# Calvario (scultura)

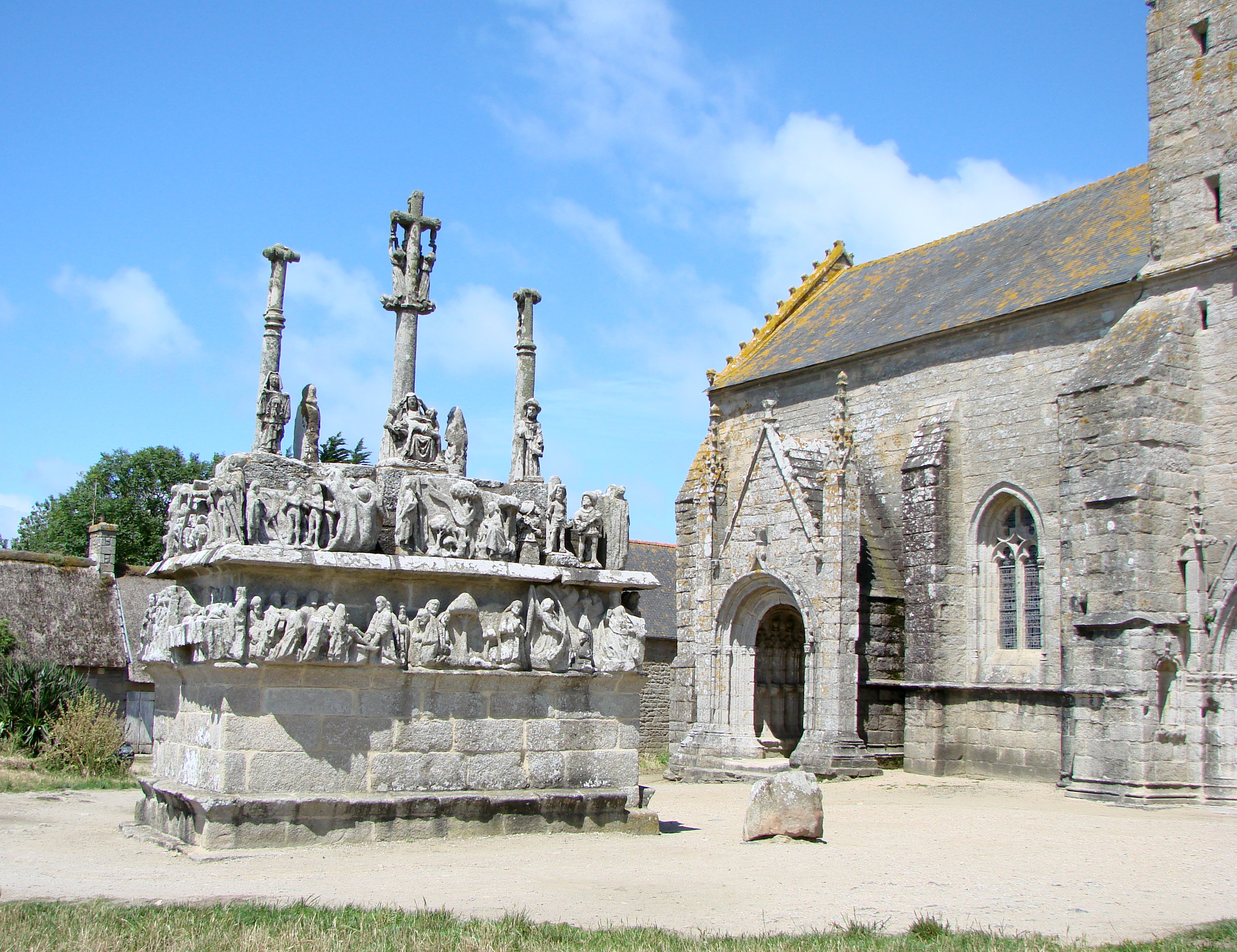
Calvario di Notre-Dame-de-Tronoën

Con il termine calvario si intende un monumento pubblico raffigurante un crocifisso, talvolta racchiuso in un santuario all'aperto.
I calvari sono molto diffusi principalmente nelle regioni nord-occidentali della Francia, in Bretagna (Complessi parrocchiali della Bretagna) e in Belgio, ma sono abbastanza comuni anche in Italia e in Spagna, le cui strade presentano ai loro lati questi monumenti, solitamente protetti da una tettoia. I calvaire bretoni sono tra i più noti calvari e si distinguono da quelli più semplici, composti dal solo crocifisso, per la loro complessità e la presenza di altre sculture che circondano la Crocifissione stessa, che in genere rappresentano la Vergine Maria e gli apostoli di Gesù, ma a volte anche santi e altre figure dell'iconografia cristiana.
Nel nord della Francia e in Belgio, i calvari venivano eretti negli incroci delle strade e dei sentieri. Oltre a essere oggetti di culto, erano anche utili come punti noti per la navigazione terrestre; inoltre, fin dal Medioevo sono serviti per "marcare" il paesaggio, ovvero rappresentavano l'acquisizione simbolica di quel territorio da parte della comunità cristiana, allo stesso modo in cui, nelle epoche precedenti, i monumenti megalitici contrassegnavano i paesaggi della preistoria, secondo i dettami religiosi e ideologici delle comunità del tempo.
Il calvario più antico ancora oggi esistente si trova nella città di Saint-Jean-Trolimon, nel dipartimento di Finistère, ed è il calvaire della cappella di Notre-Dame-de-Tronoën. Fu eretto su un'ampia base che include sculture che rappresentano l'Ultima cena e scene della Passione. I calvari svolgono anche un ruolo importante nei Pardon, una sorta di pellegrinaggi che si svolgono in Bretagna, in cui i calvari rappresentano la meta da raggiungere.
I calvari si trovano sparsi in gran numero per tutta la Bretagna e ne esistono di svariati tipi. 
Un calvario del XVI secolo situato a Louargat, in Bretagna, fu trasportato in Belgio presso il Carrefour de la Rose, che si trova vicino alla città di Boesinghe, a nord di Ypres, dove adesso costituisce un memoriale della prima guerra mondiale.
Il più notevole calvario fuori dalla Bretagna è a Lourdes. Fu creato dallo scultore Yves Hernot nel 1900 come dono a Lourdes da parte delle principali diocesi bretoni: Rennes, Quimper, Saint-Brieuc e Vannes. Il monumento si compone di un'unica base quadrata su cui è posta la croce centrale, e ad ogni angolo della base è posta la statua di ognuno dei presenti della crocifissione.
Nell'Europa centrale, un calvario è un complesso di santuari o cappelle contenenti non solo la scultura o il dipinto della crocifissione di Gesù, ma anche tutte le stazioni della Passione. I calvari sono in genere collocati nei giardini vicino ad una chiesa o un monastero. Solitamente tendono a imitare la topografia del Golgota a Gerusalemme, e quindi vengono posti su una collina proprio a simboleggiare la collina del Monte Calvario.
In Italia i calvari sono presenti soprattutto nelle regioni meridionali. Una tipologia particolare si riscontra in Calabria, dove il calvario è costituito tipicamente da una parete ricurva o poligonale, che ingloba tre rappresentazioni dipinte della passione, sormontata da una croce e protetta da una recinzione antistante.

## Galleria d'immagini

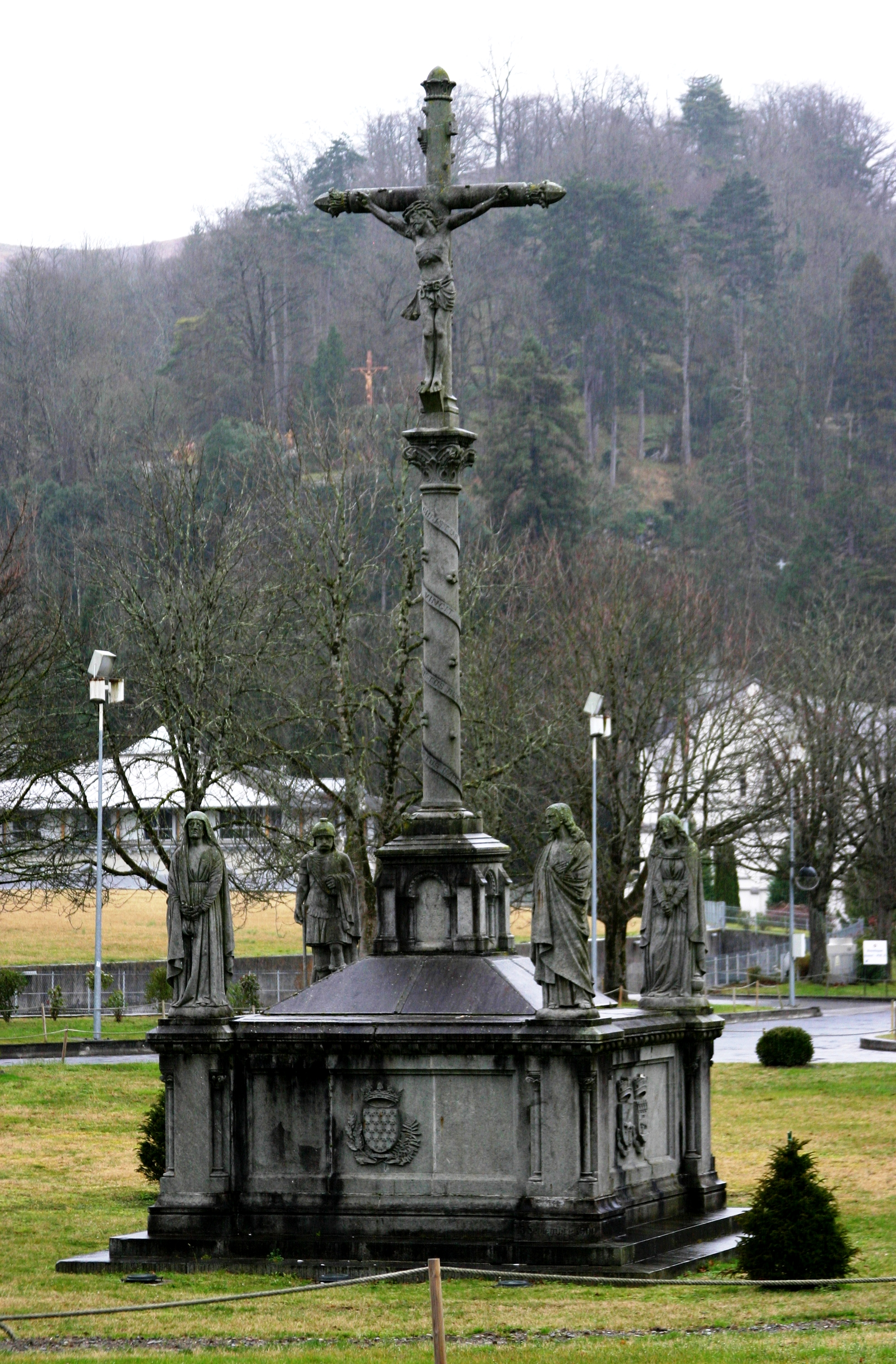
Lourdes (Alti Pirenei)
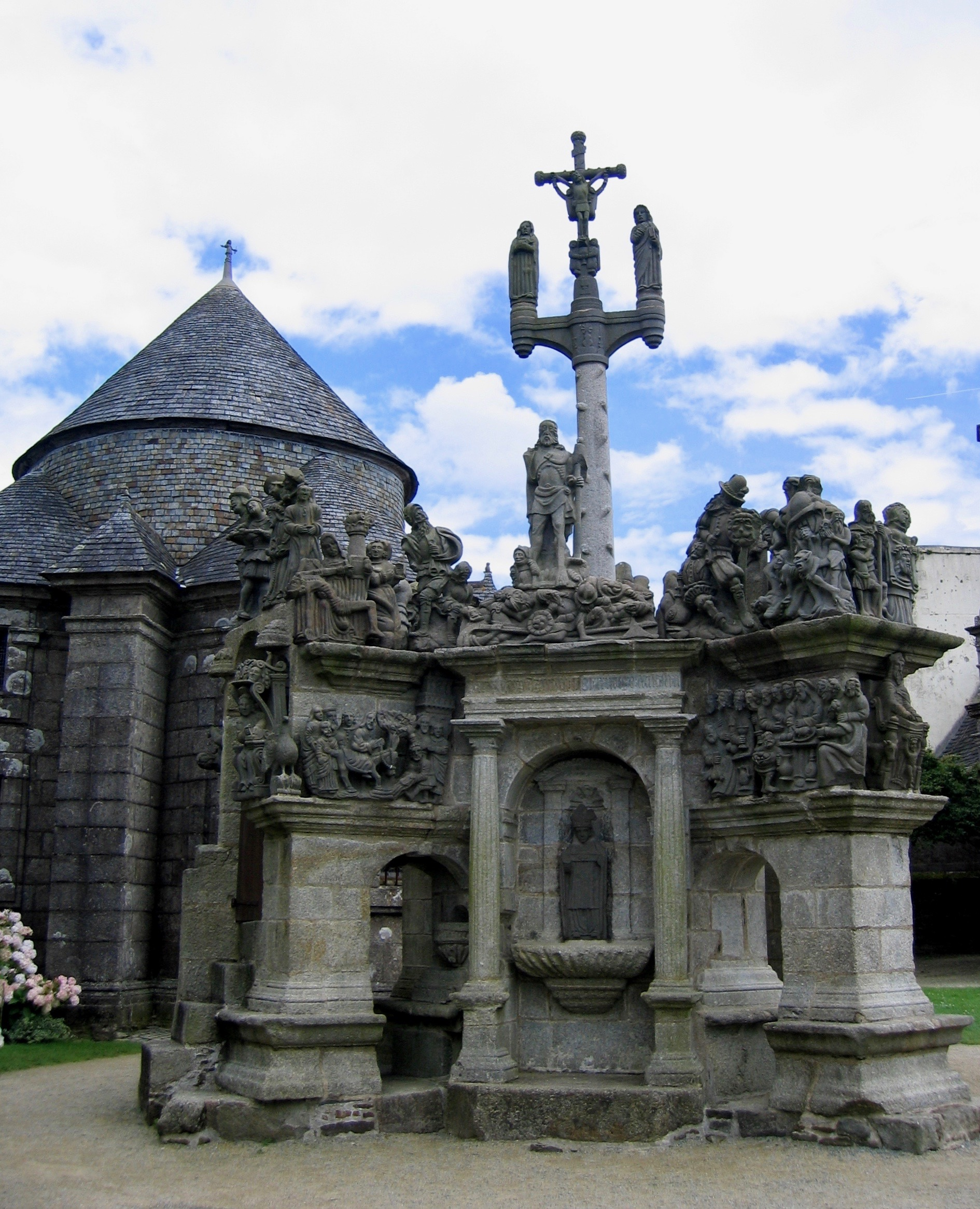
Guimiliau, (Francia)
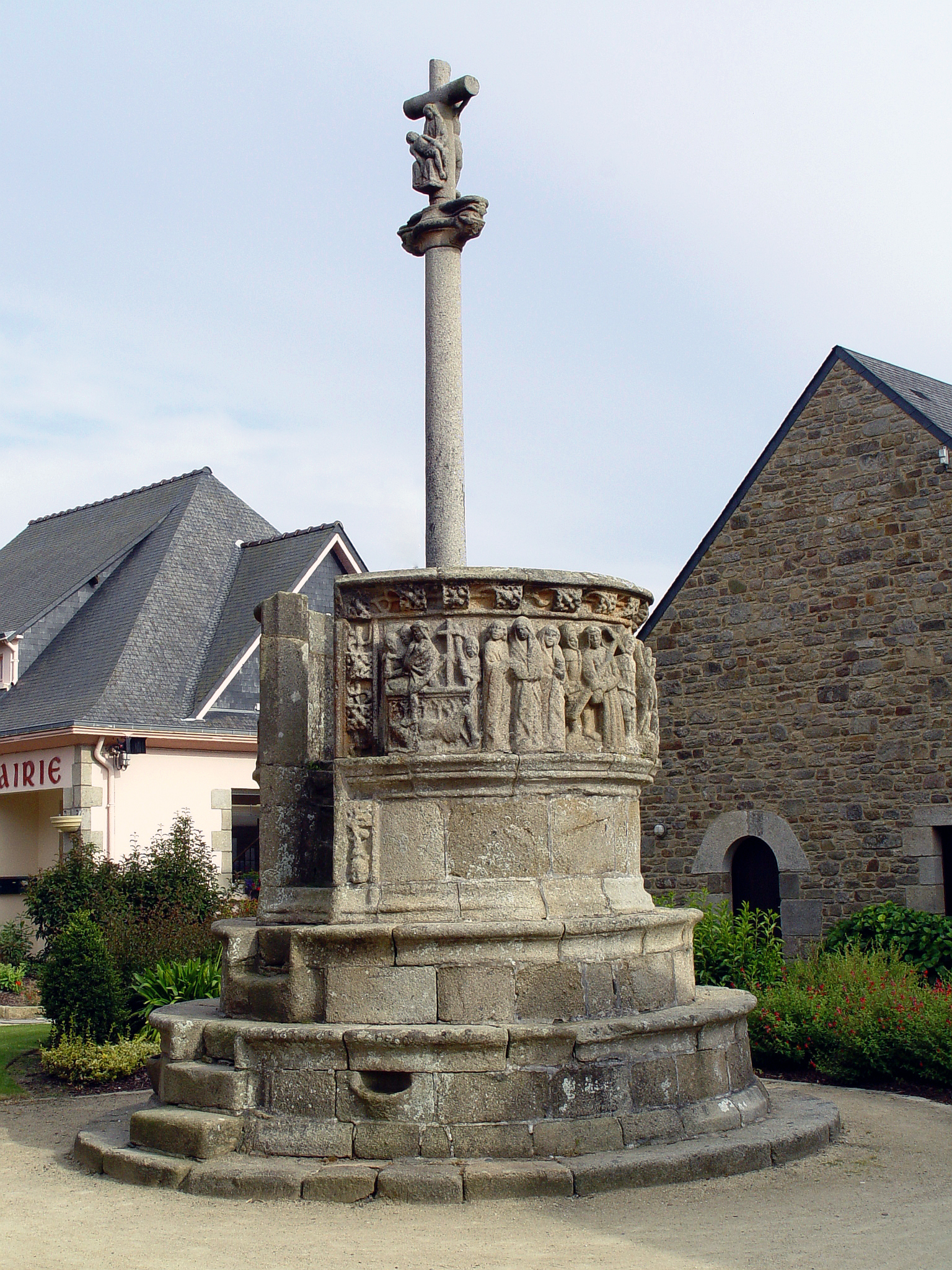
XV secolo, Pleubian (Côtes-d'Armor, Francia)
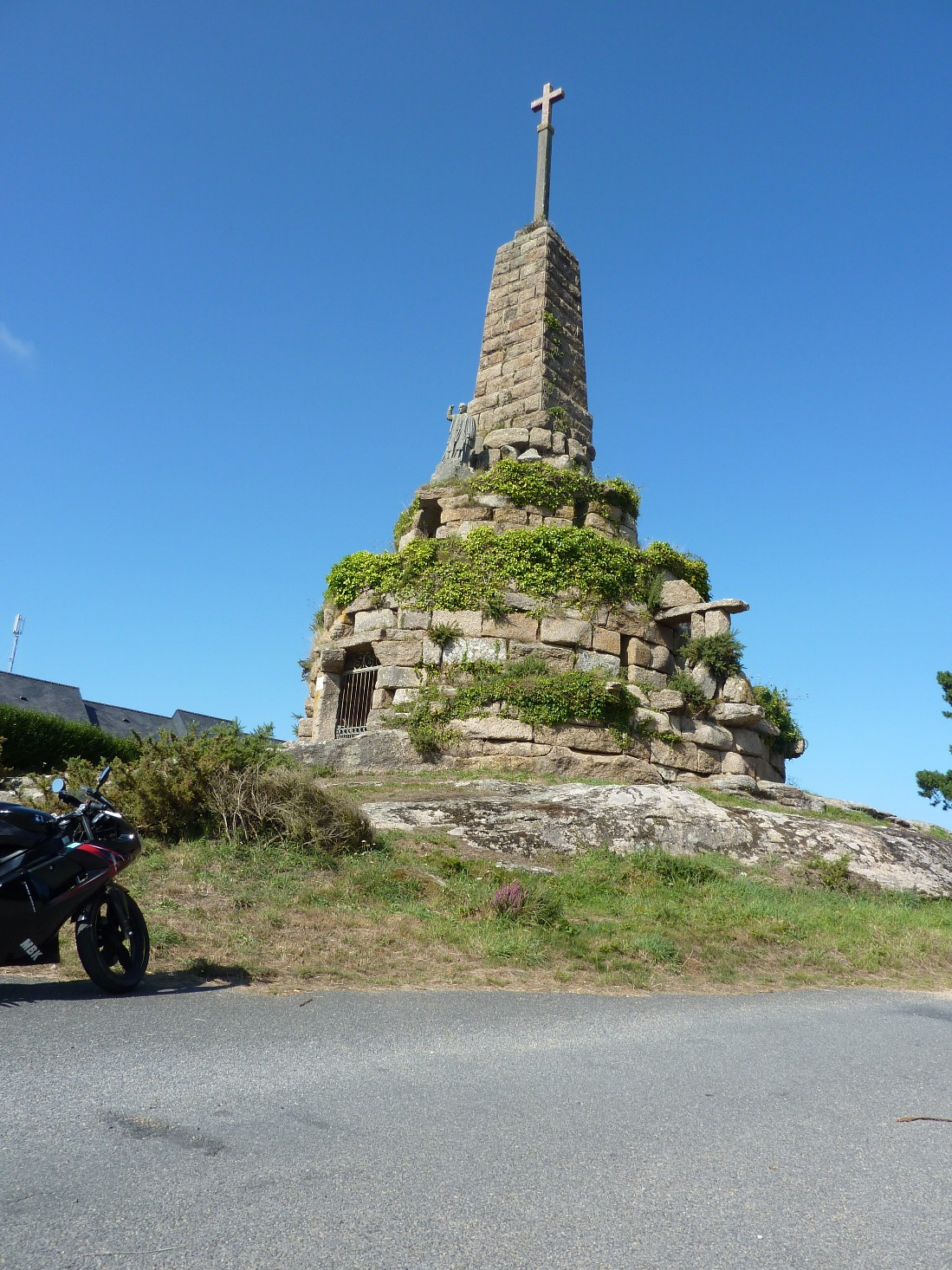
Trégastel (Côtes-d'Armor, Francia)
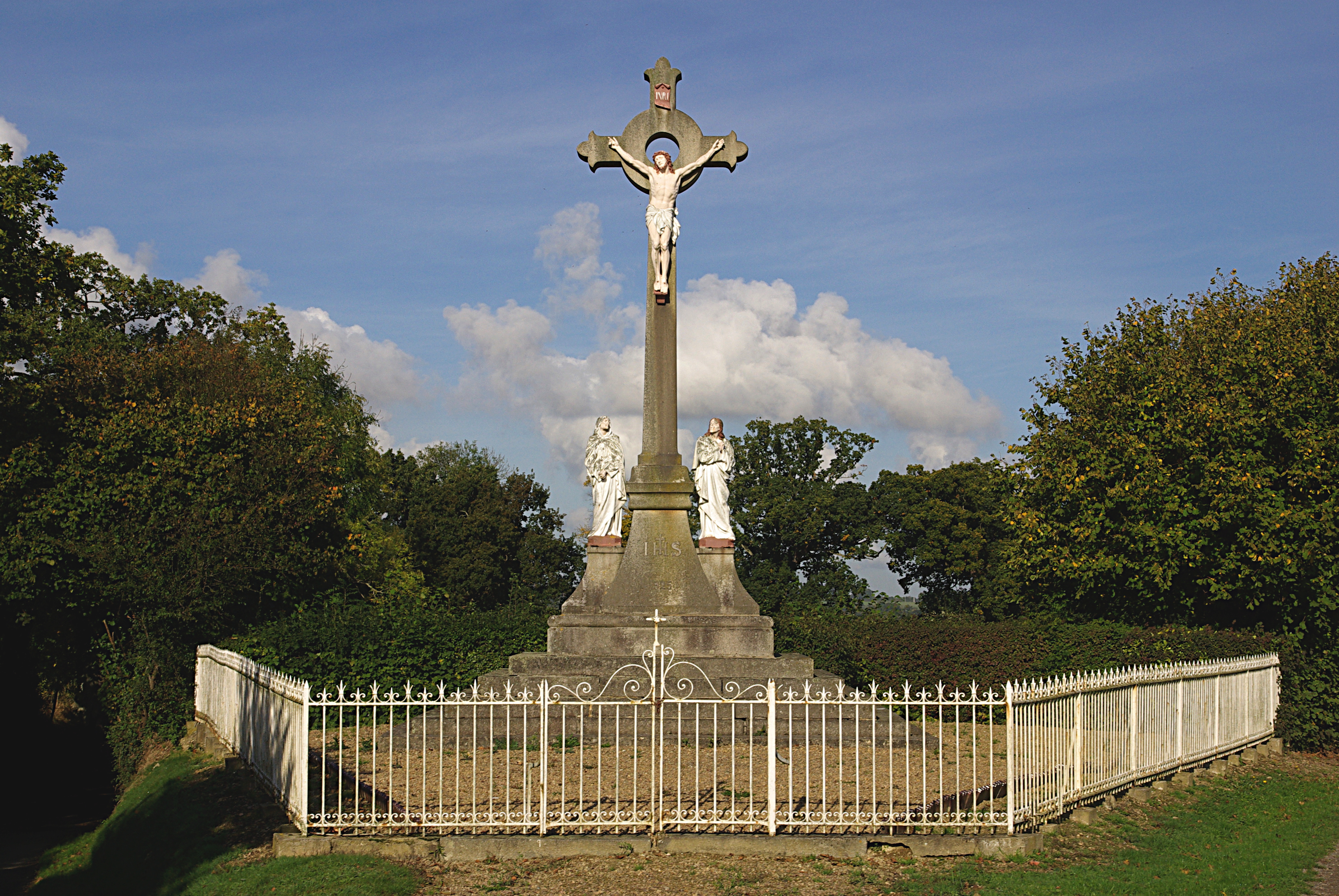
Maisoncelles-Pelvey (Calvados)
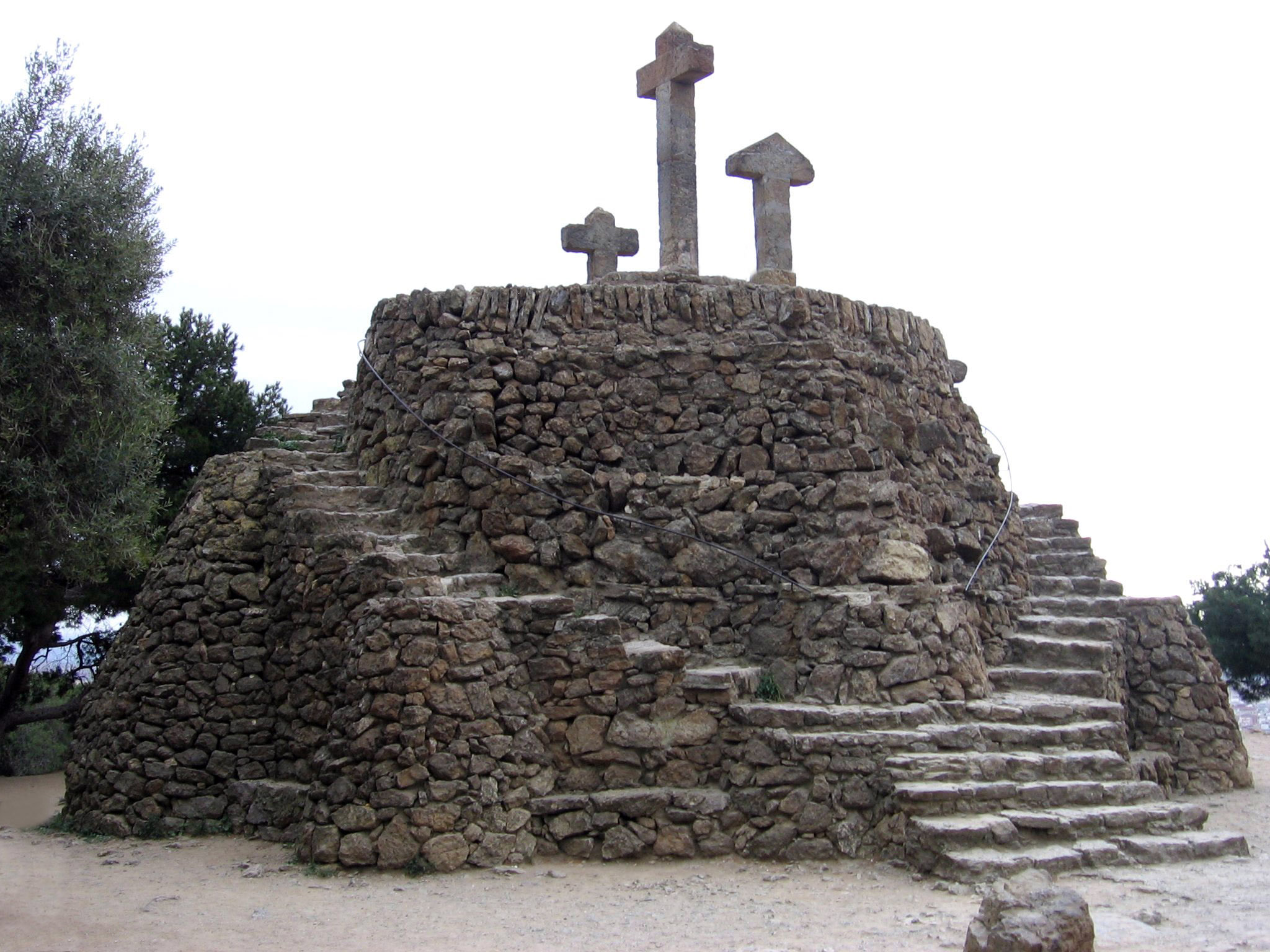
Parco Güell, Barcellona (Catalogna)
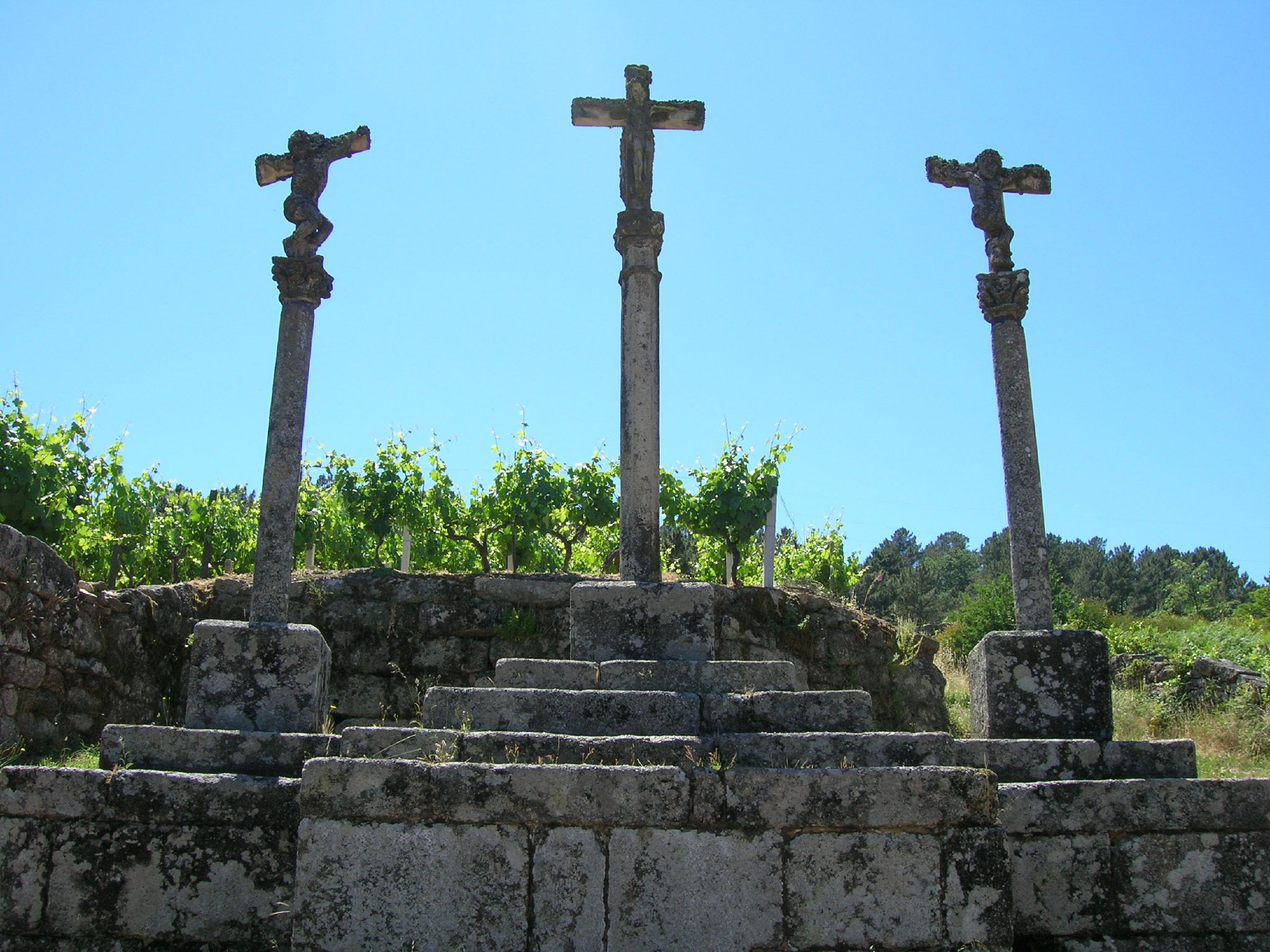
Beade (Galizia)
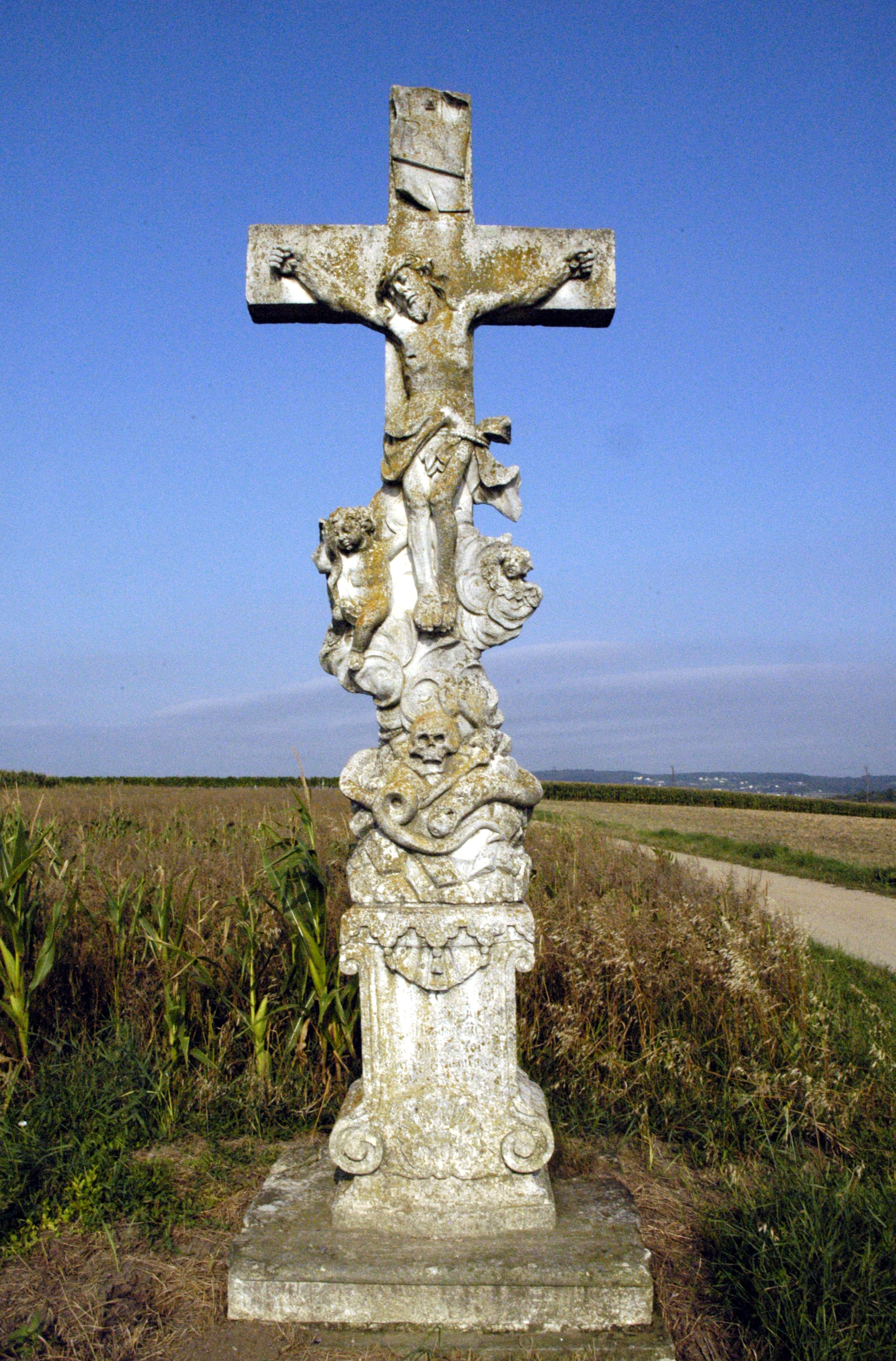
Ravelsbach (Bassa Austria)
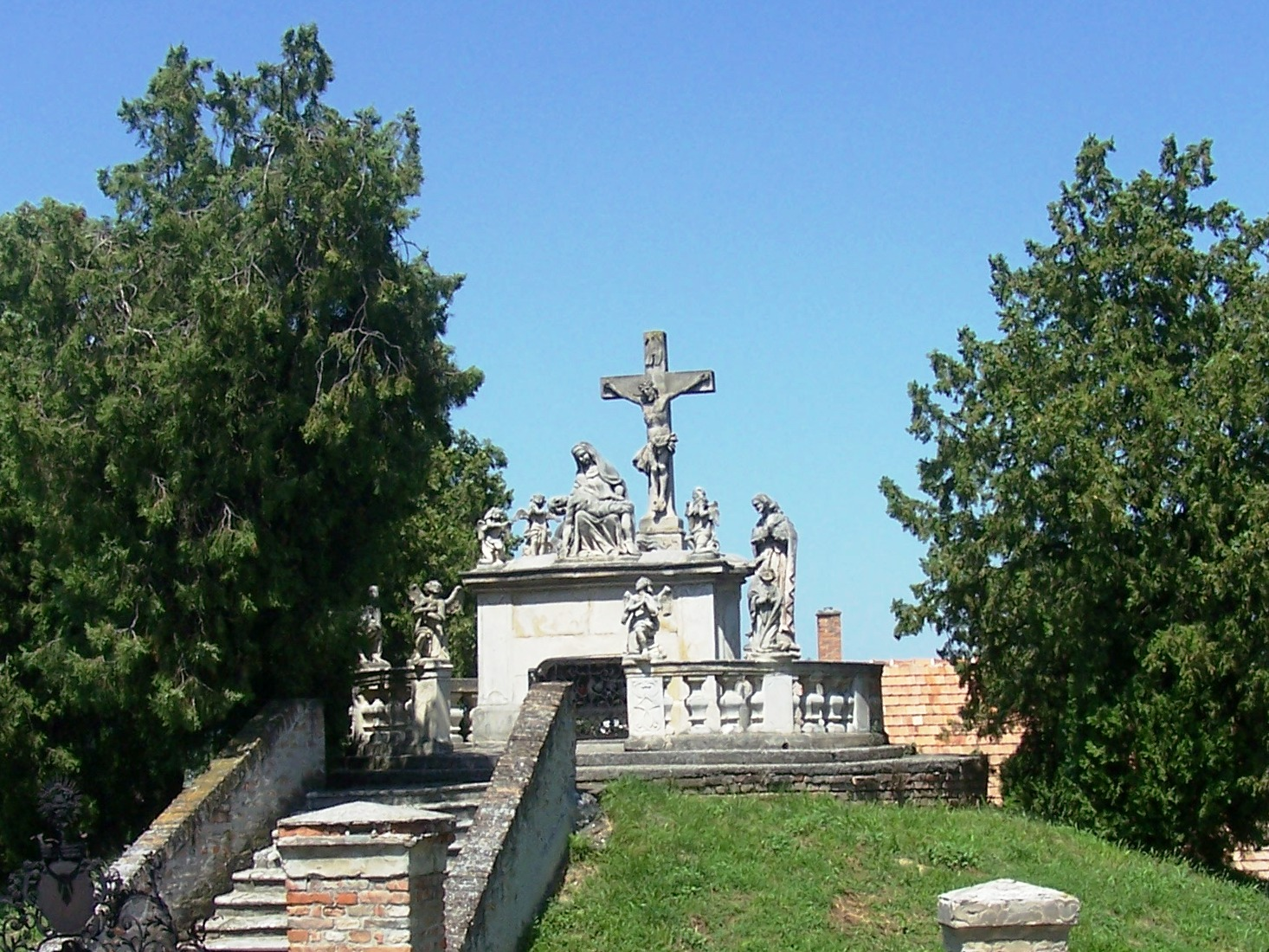
Fertőszéplak (Transdanubio Occidentale)
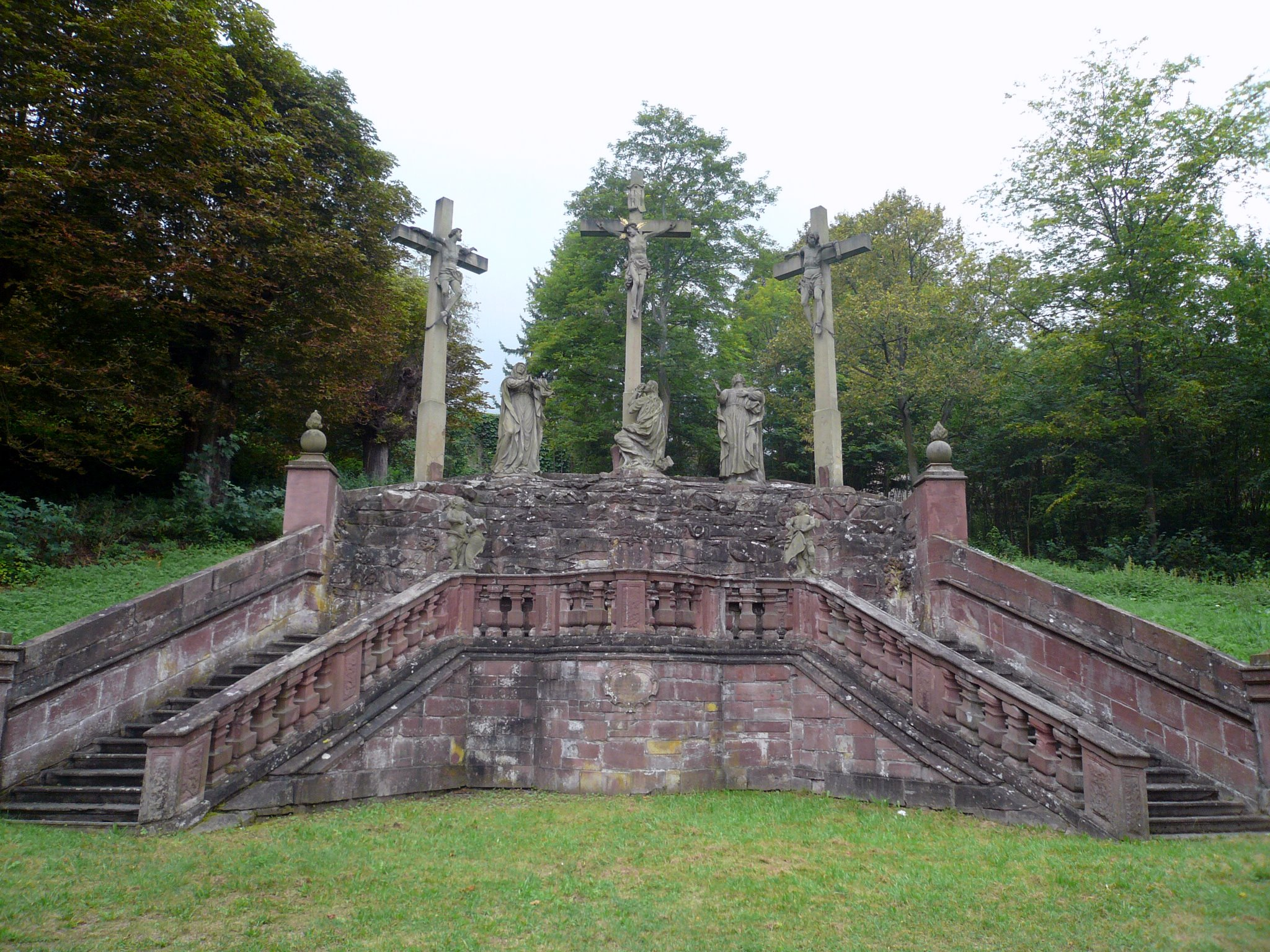
Hammelburg (Bassa Franconia)
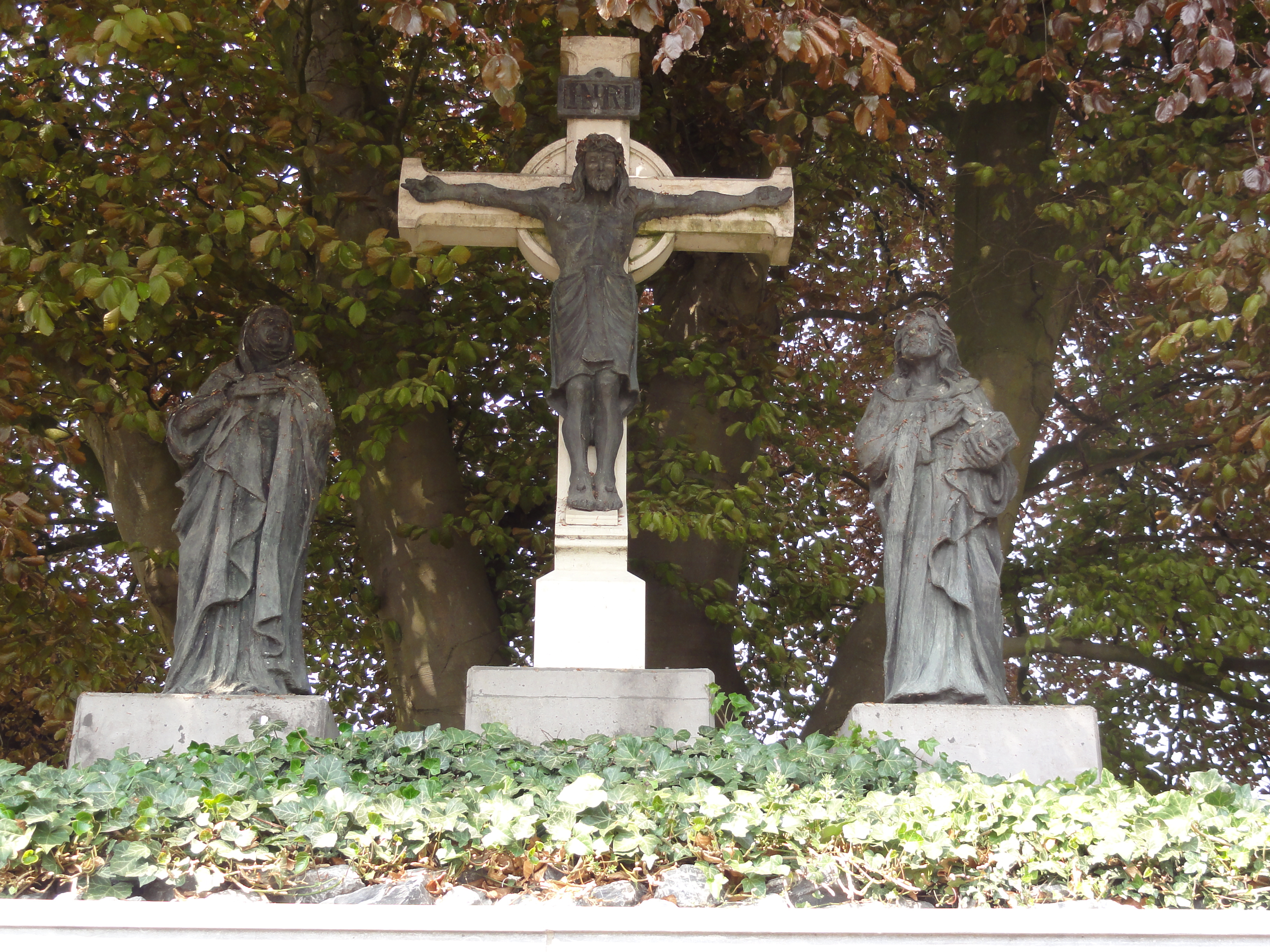
West Maas en Waal (Gheldria)
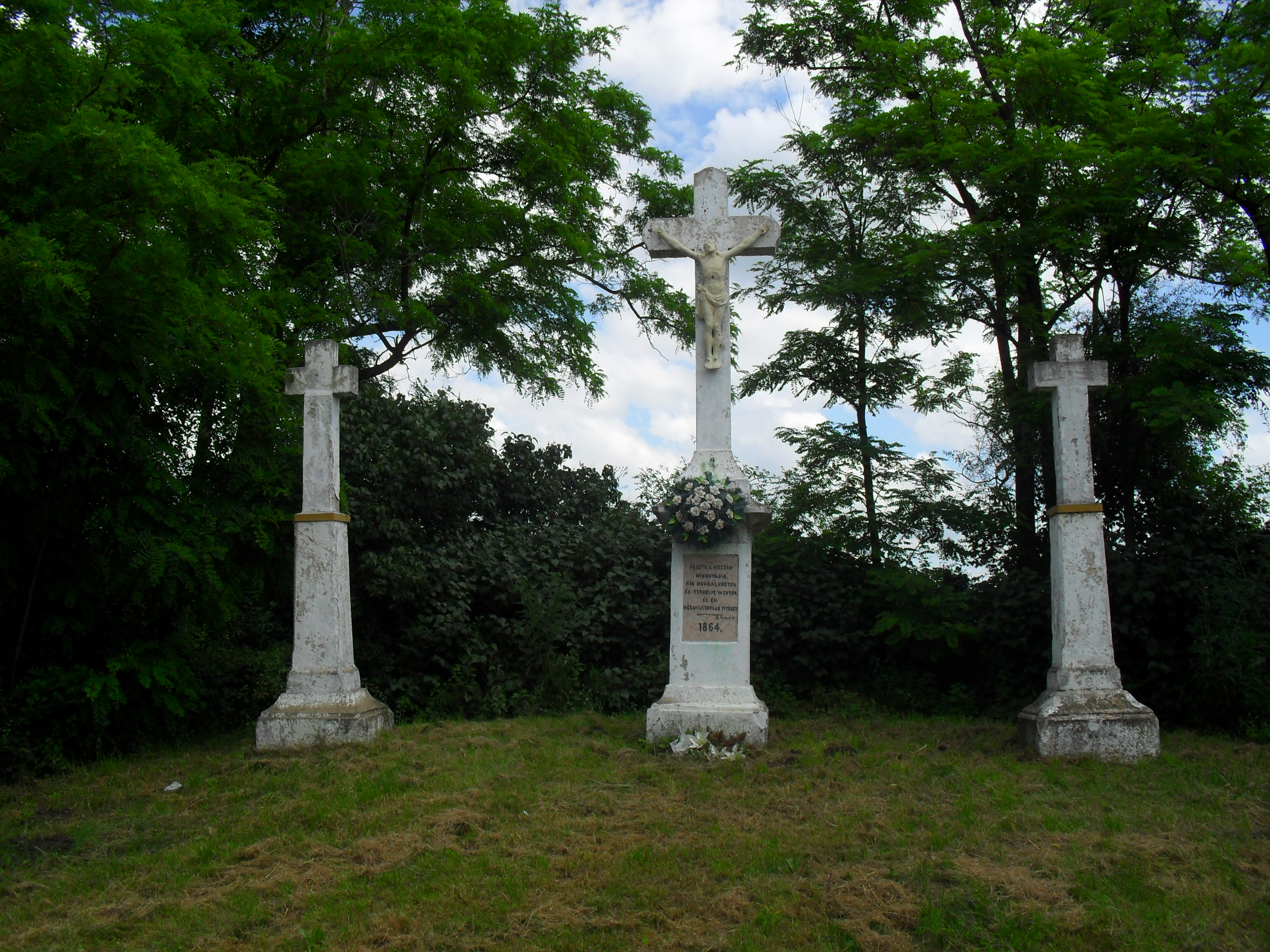
Strekov (Nitra)
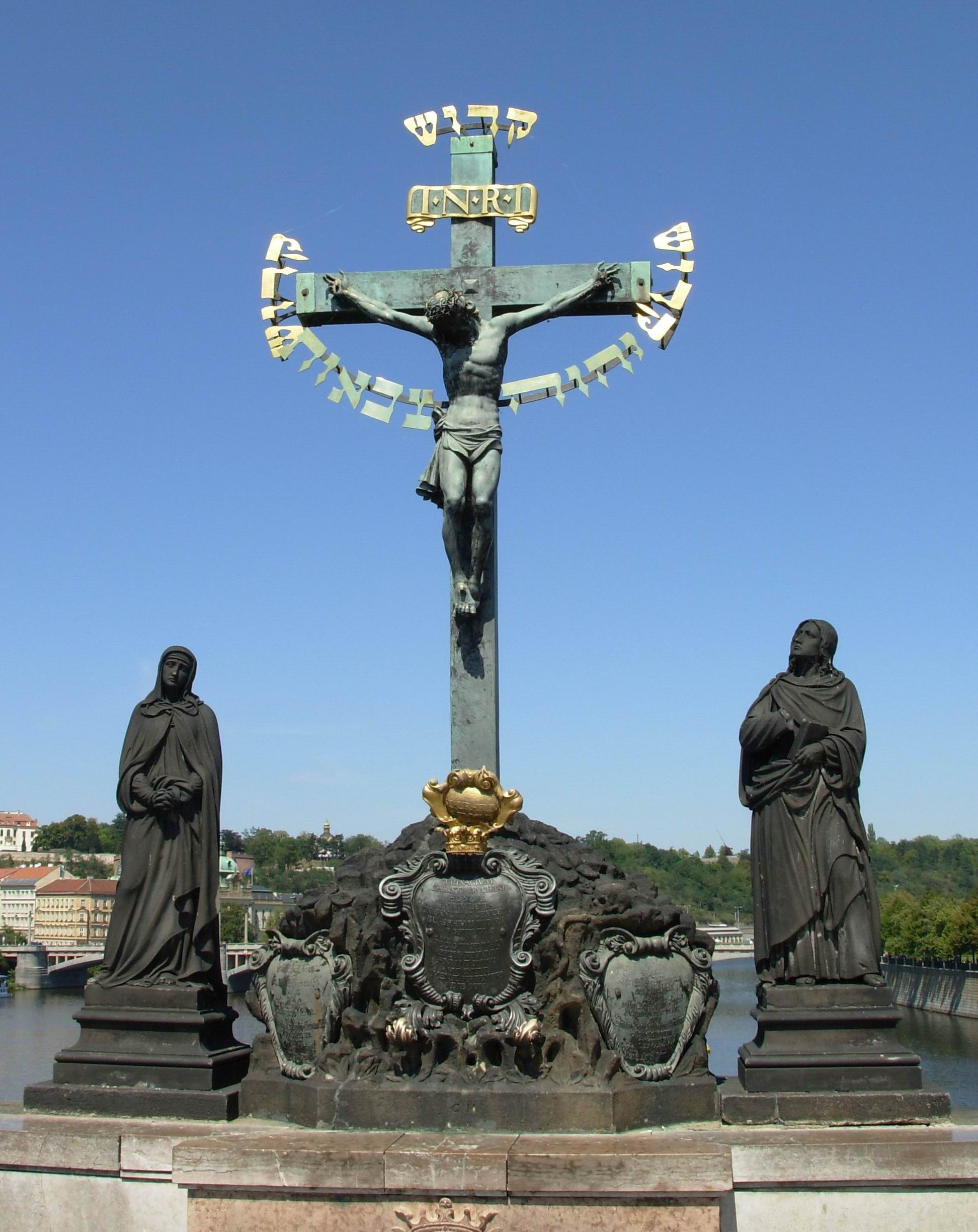
Ponte Carlo, Praga
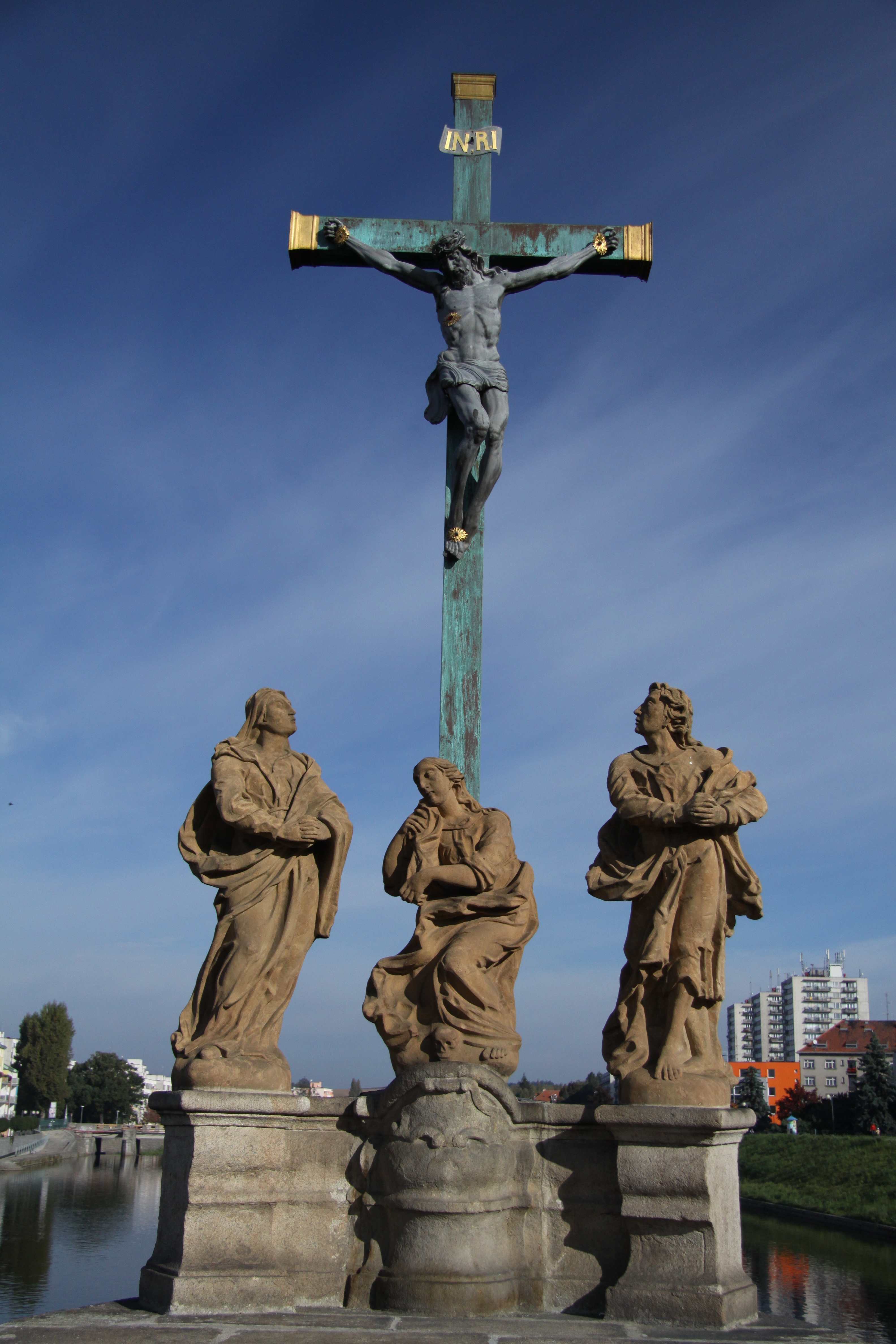
Ponte di Pietra, Písek (Boemia Meridionale)
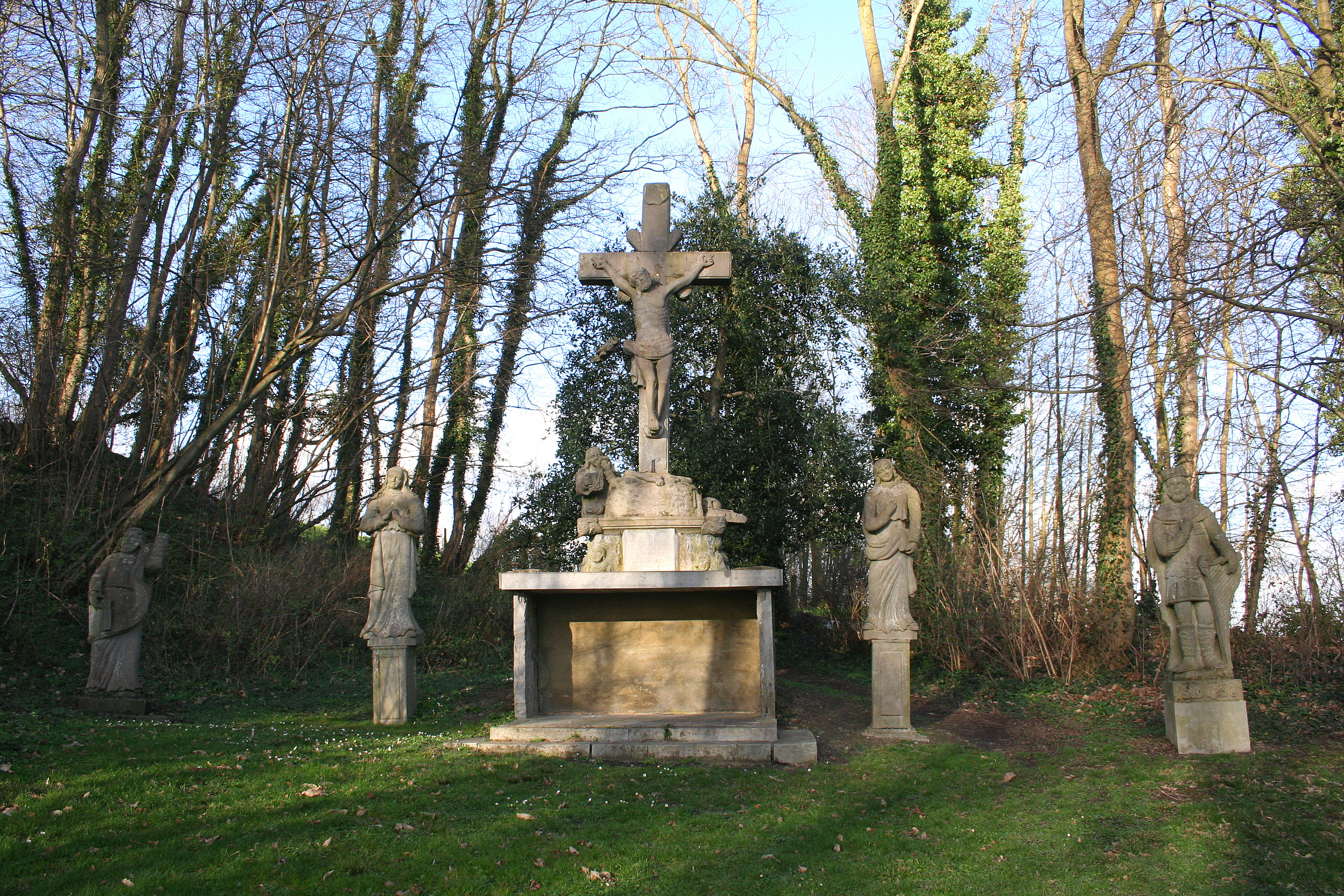
Mainvault, odierna Ath (Vallonia)
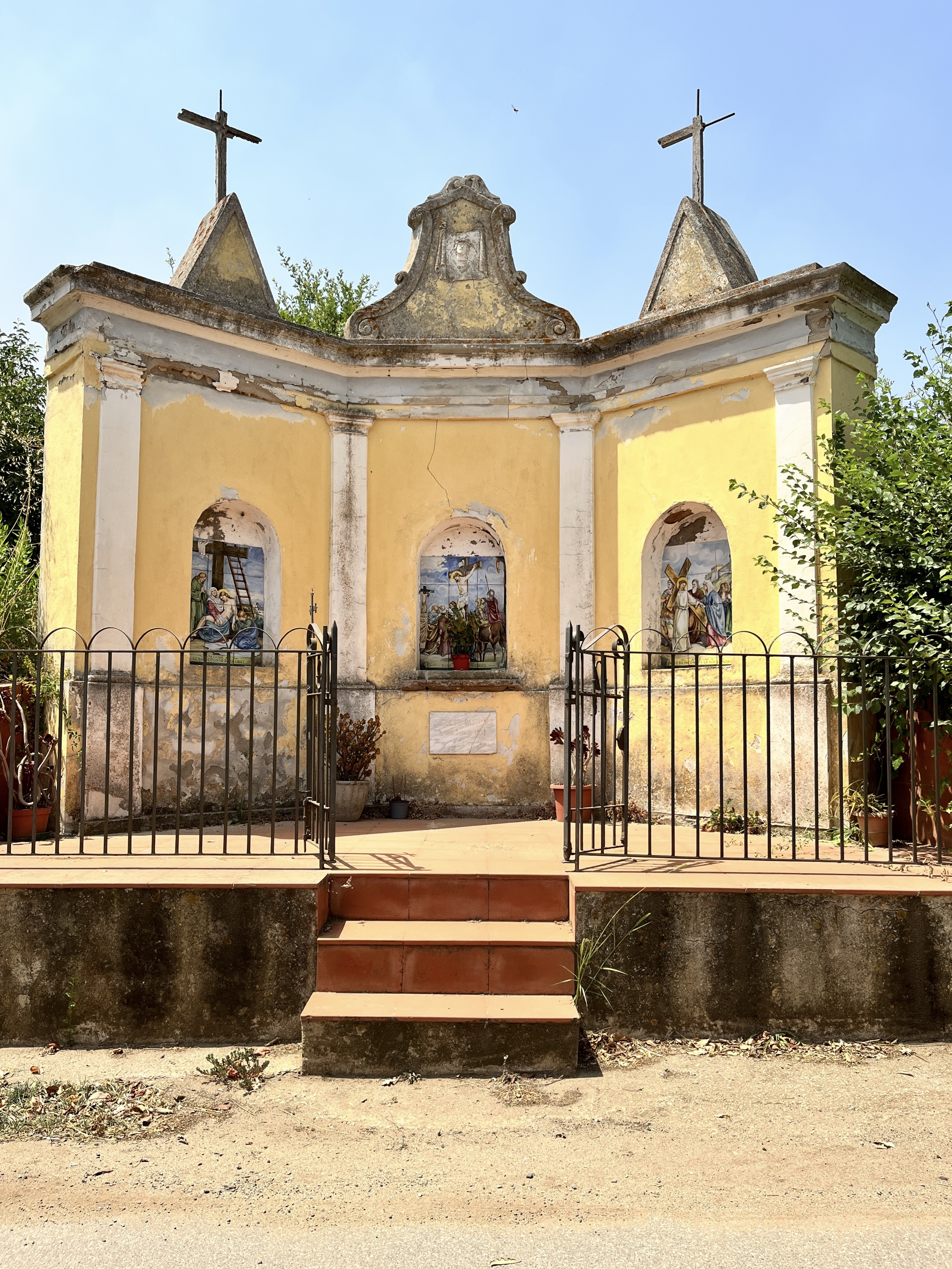
Tipico calvario calabrese a Ricadi (VV), che include 3 raffigurazioni dipinte della Passione di Cristo ed è fronteggiato da una bassa recinzione.

Cattolica Eraclea monte San Calogero